# Begonia handelii
Espèce
Synonymes
- Begonia balansana Gagnep. (préféré par GRIN)[2]
- Begonia handelii var. handelii[1]
- Begonia handelii Irmsch.[2]
- Begonia xinyiensis T. C. Ku[2]

Begonia handelii est une espèce de plantes de la famille des Begoniaceae.
Elle a été décrite en 1921 par Edgar Irmscher (1887-1968).

## Liste des variétés
Selon Catalogue of Life (6 février 2017) :
- variété Begonia handelii var. handelii
- variété Begonia handelii var. prostrata
- variété Begonia handelii var. rubropilosa (S.H.Huang & Y.M.Shui) C.I Peng

Selon World Checklist of Selected Plant Families (WCSP) (6 février 2017) :
- variété Begonia handelii var. handelii
- variété Begonia handelii var. prostrata (Irmsch.) Tebbitt (2003)
- variété Begonia handelii var. rubropilosa (S.H.Huang & Y.M.Shui) C.I Peng (2007)

Selon NCBI (6 février 2017) :
- variété Begonia handelii var. prostrata
- variété Begonia handelii var. rubropilosa

Selon The Plant List (6 février 2017) :
- variété Begonia handelii var. prostrata (Irmsch.) Tebbitt
- variété Begonia handelii var. rubropilosa (S.H.Huang & Y.M.Shui) C.I Peng

Selon Tropicos (6 février 2017) (Attention liste brute contenant possiblement des synonymes) :
- variété Begonia handelii var. handelii
- variété Begonia handelii var. prostrata (Irmsch.) Tebbitt
- variété Begonia handelii var. rubropilosa (S.H. Huang & Y.M. Shui) C.I. Peng